# Condorcet
Condorcet ist ein Ort und eine französische Gemeinde mit 506 Einwohnern (Stand: 1. Januar 2022) im Département Drôme in der Region Auvergne-Rhône-Alpes (vor 2016 Rhône-Alpes). Sie gehört zum Arrondissement Nyons und zum Kanton Nyons et Baronnies.

## Lage
Condorcet liegt etwa 60 Kilometer nordöstlich von Avignon am Flüsschen Bentrix. Umgeben wird Condorcet von den Nachbargemeinden Teyssières im Nordwesten und Norden, Saint-Ferréol-Trente-Pas im Nordosten, Eyroles im Osten, Les Pilles im Süden sowie Aubres im Südwesten und Westen.

## Bevölkerungsentwicklung
| Jahr                       | 1962 | 1968 | 1975 | 1982 | 1990 | 1999 | 2006 | 2019 |
| -------------------------- | ---- | ---- | ---- | ---- | ---- | ---- | ---- | ---- |
| Einwohner                  | 222  | 224  | 252  | 340  | 386  | 447  | 458  | 499  |
| Quellen: Cassini und INSEE |      |      |      |      |      |      |      |      |

## Sehenswürdigkeiten
- Kirche Saint-Pierre
- Kirche Saint-Pons
- Burgruine

## Persönlichkeiten
- Marie Jean Antoine Nicolas Caritat, Marquis de Condorcet (1743–1794), Mathematiker und Politiker